# Oliver Bröcker
Oliver Bröcker (* 11. Mai 1977 in West-Berlin) ist ein deutscher Schauspieler.

## Biografie
Oliver Bröcker wuchs in Berlin auf und wohnt dort bis heute.
Bereits im Alter von 15 Jahren bekam er seine erste Hauptrolle in Wolfgang Beckers Kinderspiele. Dieser Auftritt brachte Bröcker weitere Rollen ein. So gehörte er zum Ensemble der Jugendserie "Die Stadtindianer" (1994) und spielte in der "Tatort"-Episode Jetzt und alles (1994) ein Crashkid, das in Lebensgefahr gerät. In den folgenden Jahren avancierte Bröcker, der nie eine Schauspielschule besucht hat, zu einem gefragten Darsteller vor allem in Fernsehproduktionen. Er spielte einen rebellischen Schüler in Urs Eggers Neuverfilmung von "Die Halbstarken" (1996, TV), gab in Uwe Jansons Liebeskomödie "Holstein Lovers" (1999, TV) einen Provinzjugendlichen im Tanzfieber.
Seinen ersten großen Erfolg hatte er 1999 mit der Nebenrolle in 10 wahnsinnige Tage, für die er eine Nominierung für den Deutschen Fernsehpreis 2000 erhielt. 2003 erfolgte die Nominierung als bester Hauptdarsteller für seine Rolle in Thorsten Näters Mit dem Rücken zur Wand.

## Filmografie
- 1992: Kinderspiele
- 1994: Hass im Kopf
- 1994: Tatort: Jetzt und Alles (Fernsehreihe)
- 1994: Im Namen des Gesetzes (Fernsehserie, Folge Die Mutprobe)
- 1996: Wildbach (Fernsehserie, Folge Die Herausforderung)
- 1996–2019: Ein Fall für zwei (Fernsehserie, verschiedene Rollen, 6 Folgen)
- 1995: Kinder ohne Gnade
- 1996: Kuppke
- 1996, 1997: Faust (Fernsehserie, verschiedene Rollen, 2 Folgen)
- 1997: Die Nacht der Nächte – School’s out
- 1997: Polizeiruf 110: Feuertod (Fernsehreihe)
- 1998: Tatort: Money! Money!
- 1998: Der Laden (Fernsehdreiteiler, 2 Folgen)
- 1998: Mordkommission (Fernsehserie, Folge Ein Akt der Barmherzigkeit)
- 1999: Holstein Lovers
- 1999: Alles auf die Siebzehn
- 1999: Tatort: Der Heckenschütze
- 1999–2004: Wolffs Revier (Fernsehserie, verschiedene Rollen, 3 Folgen)
- 2000: Zehn wahnsinnige Tage
- 2000: Die Einsamkeit der Krokodile (Kino)
- 2000: Der Atemkünstler (Kurzfilm)
- 2000: Der braune Faden (Kurzfilm)
- 2000: Endstation Tanke (Kinofilm)
- 2000: Verhängnisvolles Glück
- 2000: Tatort: Der schwarze Skorpion
- 2001: HeliCops – Einsatz über Berlin (Fernsehserie, Folge Juwelen-Brüder)
- 2001: Tatort: Kalte Wut
- 2002: Mit dem Rücken zur Wand
- 2002: Der Wannsee-Mörder
- 2003: Verschwende deine Jugend (Kino)
- 2003: Das Wunder von Lengede
- 2003: Europe 99euro–films II – Ich habe Musik dabei
- 2004: Die fetten Jahre sind vorbei (Kino)
- 2004: Im Namen des Gesetzes (Fernsehserie, Folge Die Geldfalle)
- 2004: Kammerflimmern (Kino)
- 2004: SK Kölsch (Fernsehserie, Folge Geld stinkt nicht)
- 2004: Kleinruppin forever (Kino)
- 2005: Bella Block: ... denn sie wissen nicht, was sie tun (Fernsehreihe)
- 2005: Balko (Fernsehserie, Folge Rache ohne Risiko)
- 2005: NVA (Kino)
- 2005: Das Leben der Philosophen
- 2005: Tatort: Im Alleingang
- 2006: Der letzte Zeuge (Fernsehserie, Folge Kinder des Zorns)
- 2006: SOKO Wismar (Fernsehserie, Folge Vater gesucht)
- 2006: M.E.T.R.O. – Ein Team auf Leben und Tod (Fernsehserie, 2 Folgen)
- 2006: Meine Mutter tanzend
- 2006: Abschnitt 40 (Fernsehserie, Folge Zwangsmaßnahmen)
- 2006: Stubbe – Von Fall zu Fall: Verhängnisvolle Freundschaft (Fernsehreihe)
- 2007: Rosa Roth – Der Tag wird kommen (Fernsehdreiteiler, 2 Folgen)
- 2007: Tatort: Nachtgeflüster
- 2007, 2014: Großstadtrevier (Fernsehserie, verschiedene Rollen, 2 Folgen)
- 2007: Nichts geht mehr
- 2007: Ein starkes Team: Blutige Ernte (Fernsehreihe)
- 2008: Fleisch ist mein Gemüse (Kino)
- 2008: Das Duo: Sterben statt erben (Fernsehreihe)
- 2009: 12 Meter ohne Kopf (Kino)
- 2009–2012: Flemming (Fernsehserie, 22 Folgen)
- 2009–2014: Löwenzahn (Fernsehserie, 3 Folgen)
- 2009: Liebeslied (Kinofilm)
- 2009: Lila, Lila (Kino)
- 2010: Küstenwache (Fernsehserie, Folge Bitterer Verdacht)
- 2010, 2022: SOKO Köln (Fernsehserie, Folgen Mord im Steinbruch, Über dem Gesetz)
- 2010: Kommissar Stolberg (Fernsehserie, Folge Schrei nach Liebe)
- 2010: Der Bulle und das Landei – Tödliches Heimweh (Fernsehreihe)
- 2011: Danni Lowinski (Fernsehserie, Folge Komaheirat)
- 2011: Tatort: Keine Polizei
- 2012: Heiter bis tödlich: Nordisch herb (Fernsehserie, Folge Das Wunder von Husum)
- 2012: Countdown – Die Jagd beginnt (Fernsehserie, Folge Die Illegalen)
- 2012: Die Braut im Schnee (Fernsehreihe)
- 2012: Das Leben ist nichts für Feiglinge (Kino)
- 2013: Freier Fall (Kino)
- 2013: Hannah Mangold & Lucy Palm – Tot im Wald (Fernsehfilm)
- 2013: Harry nervt
- 2014: Immer wieder anders
- 2014: Ein starkes Team: Alte Wunden
- 2014: Tatort: Wahre Liebe
- 2014: Heiter bis tödlich: Koslowski & Haferkamp (Fernsehserie, Folge Der Einprozenter)
- 2014: Friesland: Mörderische Gezeiten (Fernsehreihe)
- 2014: Morden im Norden (Fernsehserie, Folge Blutgrätsche)
- 2015: Helen Dorn: Bis zum Anschlag (Fernsehreihe)
- 2015: Unter Gaunern (Fernsehserie, Folge Das schwarze Schaf)
- 2015: Nord Nord Mord – Clüvers Geheimnis (Fernsehreihe)
- 2015: Notruf Hafenkante (Fernsehserie, Folge Verfluchte Liebe)
- 2015: Heil (Kino)
- 2015–2021: SOKO Leipzig (Fernsehserie, verschiedene Rollen, 3 Folgen)
- 2016: Letzte Spur Berlin (Fernsehserie, 2 Folgen)
- 2016: Polizeiruf 110: Der Preis der Freiheit
- 2016: Tatort: Durchgedreht
- 2017: Rakete Perelman
- 2017: Babylon Berlin (Fernsehserie, 3 Folgen)
- 2017: Der Alte (Fernsehserie, Folge Das 3. Auge)
- 2018: SOKO Hamburg (Fernsehserie, Folge Tödliche Ernte)
- 2018: SOKO Potsdam (Fernsehserie, Folge Kalte Fische)
- 2018: Heldt (Fernsehserie, Folge Forellen-Andi)
- 2019: Ein starkes Team: Eiskalt
- 2019: Axel der Held
- 2019: Ein ganz normaler Tag
- 2019: 23 Morde – Bereit für die Wahrheit? (Fernsehserie, Folge Messer)
- 2020: Um Himmels Willen (Fernsehserie, Folge Ausgekocht)
- 2020: Sløborn (Fernsehserie, 4 Folgen)
- 2021: Das Traumschiff – Seychellen (Fernsehreihe)
- 2021: Tatort: Tödliche Flut (Fernsehreihe)
- 2021: Ella Schön: Land unter (Fernsehreihe)
- 2022: Freunde sind mehr – Zur Feier des Tages (Fernsehreihe)
- 2022: Freunde sind mehr – Viergefühl
- 2022: Praxis mit Meerblick – Schwesterherz (Fernsehreihe)
- 2023: Ernesto’s Island
- 2023: Einspruch, Schatz! – Unter Vätern (Fernsehreihe)
- 2024: WaPo Berlin – Rosentod (Fernsehserie)
- 2025: WaPo Elbe – Nur zehn Minuten (Fernsehserie)

## Nominierungen
- Deutscher Fernsehpreis: „Bester Nebendarsteller“ im Fernsehfilm 10 wahnsinnige Tage (2000)
- Deutscher Fernsehpreis: „Bester Hauptdarsteller“ im Fernsehfilm Mit dem Rücken zur Wand (2003)